# Gino Burcovich
Gino Burcovich, detto Nini (Venezia, 5 dicembre 1929 – Venezia, 8 dicembre 2010), è stato un cestista, arbitro di pallacanestro e dirigente sportivo italiano.
Nel 2013 è stato inserito fra i membri dell'Italia Basket Hall of Fame.

## Carriera
Burcovich ha giocato nella Laetitia Venezia, trasferendosi poi alla Reyer Venezia, con cui ha disputato la Serie A nella stagione 1948-1949. Nel 1958 ha poi intrapreso la carriera arbitrale, dirigendo in massima serie dal 1964 al 1978, collezionando 170 partite di serie A. In coppia con il fratello Bruno arbitrò la finale della prima edizione della Coppa Italia, nel 1968. Arbitro internazionale dal 1962, ha diretto gare internazionali in particolar modo nei paesi dell'est, in tornei internazionali maschili e femminili (Maccabiadi, Universiadi a Torino, Hapoel Games, 1º torneo Juri Gagarin, torneo preolimpico di Monaco (1972), in tutte le coppe continentali e anche ai Giochi olimpici del 1976 in Canada. Successivamente è stato nominato commissario arbitrale della FIBA e della FIP.
Terminata la carriera arbitrale, ha ricoperto le cariche di presidente provinciale e regionale della FIP veneta, di consigliere federale (1992) durante la presidenza Petrucci e di dirigente della Reyer Venezia (1994-1996).

## Premi e riconoscimenti
- Premio V. Martiradonna 1976-1977;
- Stella di bronzo del Coni 1987;
- Diploma di benemerenza "Una vita per il basket" 1987;
- Stella d'argento del Coni 1994;
- Stella d'oro del Coni 2003.